# Ad Nijhuis
Ad Nijhuis (Rotterdam, 7 januari 1944) was van 1982 tot 1990 Tweede Kamerlid voor de VVD.
Hij was eerste woordvoerder bij de debatten over stelselherziening sociale zekerheid midden jaren tachtig. Behandelde verder dossiers als de WIR en de stelselherziening gezondheidszorg. 
Was voor hij in de Kamer kwam werkzaam bij het Koninklijk Verbond van Ondernemers, directiesecretaris en provincie-ambtenaar. 
Later was hij onder meer directeur van het Nederlands Astmacentrum.
- Parlement.com: vg09llnplzzn